# Lista de pinturas de Sandro Botticelli

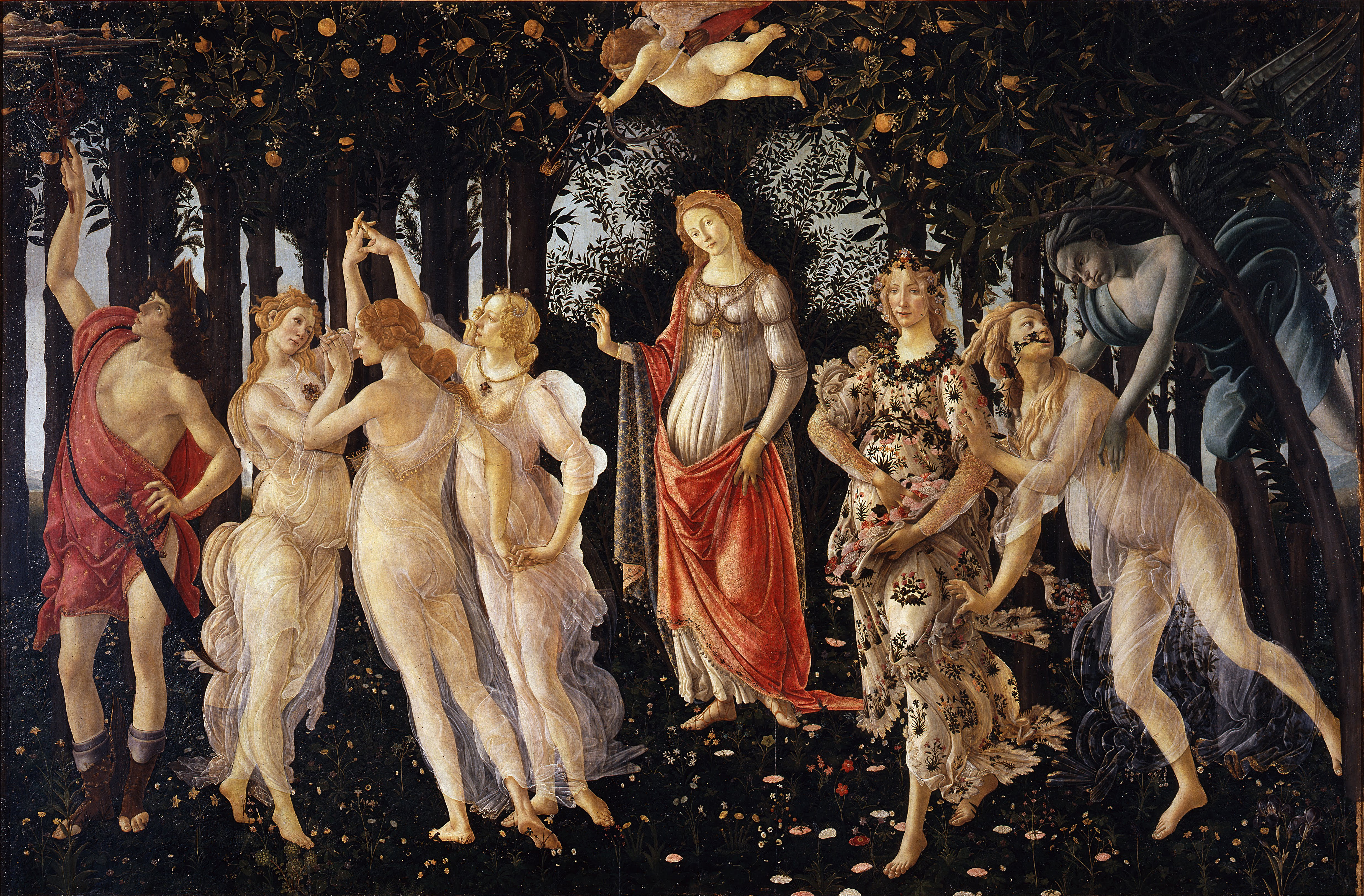
Primavera, c. 1482. Uma das obras-primas de Botticelli.

As primeiras  obras de Sandro Botticelli, célebre mestre da escola florentina do quatrocentos, datam do início da década de 1460, quando o pintor tinha por volta de 18 anos. Em comparação a seus contemporâneos, que iniciavam a formação artística ainda na pré-adolescência, a aprendizagem de Botticelli foi, portanto, bastante tardia. Não obstante, o pintor rapidamente estabeleceu uma reputação prestigiosa, tornando-se um dos profissionais mais requisitados em seu tempo, protegido de poderosas famílias florentinas, nomeadamente dos Médici, para os quais executou um grande número de trabalhos, incluindo muitas obras-primas da pintura mitológica. Também destacou-se como desenhista de grande talento, disputado retratista e pintor do Vaticano.
A fama póstuma de Botticelli, entretanto, tardou em refletir o prestígio ganho em vida, e somente após uma renovação do interesse pela arte do Renascimento registrada no século XIX é que o artista foi elevado à condição de um dos grandes ícones da arte ocidental, despertando a atenção de historiadores, colecionadores e museus de arte. Botticelli foi um artista muito prolífico, produzindo um grande número de obras até a maturidade. De suas mãos ou de seu círculo imediato (assistentes de ateliê, discípulos e seguidores) saíram centenas de obras, dispersas hoje pelos mais importantes museus do mundo.

## Lista de pinturas
| Imagem                   | Informações técnicas | Status atributivo e outras informações | Localização                              |
| ------------------------ | --- | --- | ---------------------------------------- |
| &0000000000026727.000000 | Madona com Menino e um anjo c. 1465-1467 Têmpera sobre madeira 87 x 60 cm                                                                                     | Sandro Botticelli É possível que Botticelli tenha produzido essa madona enquanto ainda trabalhava no ateliê de seu mestre, Fra Filippo Lippi. A obra parece derivar de um protótipo de Lippi conservado na Galleria degli Uffizi em Florença. | Spedale degli Innocenti Florença         |
| &0000000000026727.000000 | A Virgem e o Menino com um anjo c. 1465-1467 Têmpera sobre madeira 115,2 x 70 cm                                                                              | Sandro Botticelli Mais uma das muitas madonas da juventude de Botticelli, concebida sob forte influência de Fra Filippo Lippi. | Museu Fesch Ajaccio                      |
| &0000000000026727.000000 | Madona com Menino e dois anjos c. 1465-1470 Óleo e têmpera sobre madeira 89,2 x 60 cm                                                                         | Atribuído a Sandro Botticelli | National Gallery of Art Washington, D.C. |
| &0000000000026727.000000 | Madona com Menino e dois anjos sem data (terceiro quartel do século XV) Têmpera sobre madeira 99,7 x 71,1 cm                                                  | Atribuído a Sandro Botticelli A composição guarda semelhanças com uma obra de Fra Filippo Lippi, conservada na Galleria degli Uffizi, em Florença, da qual existem outras variações, igualmente devidas ou atribuídas a Botticelli (Spedale degli Innocenti, Florença, e National Gallery of Art, Washington). | Metropolitan Museum of Art Nova York     |
| &0000000000026727.000000 | A Virgem e o Menino com dois anjos e o pequeno São João Batista c. 1465-1470 Têmpera sobre madeira 85 x 62 cm                                                 | Sandro Botticelli Como outras madonas juvenis de Botticelli, nesta obra o influxo de Lippi pode ser visto, além da composição geral, no véu transparente que cai da cabeça da Virgem, estabelecendo contraste com as cores escuras do vestido e do manto. | Galleria dell’Accademia Florença         |
| &0000000000026727.000000 | Virgem com o Menino (Madona dos Guidi de Faenza) c. 1465-1470 Têmpera sobre madeira 73 x 49 cm                                                                | Sandro Botticelli A obra parece ter sido inspirada em uma madona de Fra Filippo Lippi, conservada na Alte Pinakothek de Munique. | Museu do Louvre Paris                    |
| &0000000000026727.000000 | Virgem com o Menino (Madonna della Loggia) c. 1467 Têmpera sobre madeira 72 x 50 cm                                                                           | Atribuído a Sandro Botticelli A atribuição desta obra a Botticelli não é unânime. Adolfo Venturi foi o primeiro a associá-la ao artista. Van Maerle a atribuiu a um artista anônimo de seu círculo, seguido por Berenson, que a integrou a um grupo de obras supostamente executadas por um pintor anônimo, hoje identificado como Filippino Lippi, filho de Fra Filippo Lippi. Posteriormente, Gamba e Berenson a atribuíram a Botticelli, datando-a de sua juventude, sendo seguidos por Bettini e Salvini. | Galleria degli Uffizi Florença           |
| &0000000000026727.000000 | A Virgem em glória com serafins c. 1469-1470 Têmpera sobre madeira 120 x 65 cm                                                                                | Sandro Botticelli Botticelli executou diversas madonas no início de sua carreira artística. A Galleria degli Uffizi conserva dois exemplares que se destacam pela composição monumental, com os personagens representados em figuras inteiras: a Virgem em glória com serafins e a Virgem do Roseiral. | Galleria degli Uffizi Florença           |
| &0000000000026727.000000 | Virgem com o Menino (A Virgem do Roseiral) c. 1469-1470 Têmpera sobre madeira 124 x 65 cm                                                                     | Sandro Botticelli Esta madona monumental guarda muitas semelhanças, do ponto de vista da composição e do estilo, com a alegoria da Fortaleza, pintada no mesmo período. | Galleria degli Uffizi Florença           |
| &0000000000026727.000000 | O regresso de Judite a Betúlia c. 1469-1470 Têmpera sobre madeira 31 x 24 cm                                                                                  | Sandro Botticelli Provável pendant de Descoberta do corpo de Holofernes. As duas pinturas tratam da história bíblica de Judite, que decapitou Holofernes, o general-chefe do rei assírio, por ser uma ameaça aos hebreus de Betúlia. O tratamento das obras, comparável ao trabalho de miniaturas, permite supor que constituíam bens preciosos, guardados em cofres ou estojos luxuosos e somente removidos para serem cuidadosamente observados em ocasiões especiais. | Galleria degli Uffizi Florença           |
| &0000000000026727.000000 | Descoberta do corpo de Holofernes c. 1469-1470 Têmpera sobre madeira 31 x 25 cm                                                                               | Sandro Botticelli Provável pendant de O regresso de Judite a Betúlia. | Galleria degli Uffizi Florença           |
| &0000000000026727.000000 | Fortaleza c. 1469-1470 Têmpera sobre madeira 167 x 87 cm | Sandro Botticelli Esta obra, o primeiro trabalho documentado de Botticelli, pertence a um ciclo de pinturas que decorava inicialmente uma sala de tribunal de florença, onde eram julgados litígios entre os mercadores. O tema do ciclo são as sete virtudes, que deveriam servir de aviso e incitamento, tanto para os juízes quanto para as partes conflitantes. A encomenda havia sido feita em 1469 a Piero del Pollaiuolo, mas como este não acabou a encomenda no prazo combinado, Botticelli ficou encarregado de executar as duas virtudes que faltavam. Por motivos que permanecem desconhecidos, entretanto, Botticelli executou apenas a Fortaleza. | Galleria degli Uffizi Florença           |
| &0000000000026727.000000 | A adoração dos Reis Magos c. 1470 Têmpera sobre madeira 50,2 x 135,9 cm                                                                                       | Sandro Botticelli (e Filippino Lippi?) Conforme a historiografia tradicional, esta obra teria sido realizada por Botticelli em seus últimos anos de aprendizado com Fra Filippo Lippi (1465-1467). A crítica contemporânea tende a retardar sua datação para o início da década de 1470. É provável que Filippino Lippi, filho de Fra Filippo Lippi e discípulo de Botticelli, tenha executado partes centrais da composição, como as figuras da Virgem com o Menino e o Rei Mago beijando os pés de Jesus. A possibilidade de que Botticelli tenha completado uma pintura iniciada por um discípulo é algo inusual (o oposto seria o procedimento comum).. | National Gallery Londres                 |
| &0000000000026727.000000 | A Virgem e o Menino com dois anjos c. 1470 Têmpera sobre madeira 100 x 71 cm                                                                                  | Sandro Botticelli O elegante elemento arquitetônico no segundo plano deste graciosa madona deve ser entendido como uma referência ao Hortus Conclusus, o jardim fechado que simboliza a virgindade de Maria. | Museu de Capodimonte Nápoles             |
| &0000000000026727.000000 | Virgem com o Menino e cinco anjos c. 1470 Têmpera sobre madeira 58 x 40 cm                                                                                    | Sandro Botticelli Uma das muitas madonas da juventude de Botticelli, ainda sob a forte influência de seu mestre, Fra Filippo Lippi. | Museu do Louvre Paris                    |
| &0000000000026727.000000 | Virgem com o Menino c. 1470 Têmpera sobre madeira 74,5 x 54,5 cm                                                                                              | Sandro Botticelli | National Gallery of Art Washington, D.C. |
| &0000000000026727.000000 | Retrato de um jovem c. 1470 Têmpera sobre madeira 51 x 33,7 cm                                                                                                | Sandro Botticelli Um dos primeiros retratos executados por Botticelli, a obra já foi considerada no passado como autógrafa de Andrea del Castagno. É possível que o modelo do retrato seja Gianlorenzo de Médici. | Galleria Palatina Florença               |
| &0000000000026727.000000 | A Virgem e o Menino com Seis Santos (Retábulo de Sant'Ambrogio) c. 1470 Têmpera sobre madeira 170 x 194 cm                                                    | Sandro Botticelli Esta obra é provavelmente o primeiro retábulo pintado por Botticelli. Trata-se de uma sacra conversazione, representando, em primeiro plano, ajoelhados, os santos dedicados à medicina, Cosme e Damião. À direita de Maria, está São João Batista, padroeiro de Florença, e Maria Madalena. À sua esquerda, Santa Catarina de Alexandria e São Francisco de Assis. Especula-se que os santos Cosme e Damião foram retratados com os atributos físicos dos irmãos Lourenço e Juliano. | Galleria degli Uffizi Florença           |
| &0000000000026727.000000 | Virgem com o Menino e São João Batista criança c. 1470-1475 Têmpera sobre madeira 90 x 67 cm                                                                  | Sandro Botticelli e ateliê A figura de São João Batista, de qualidade pictórica inferior, foi provavelmente executada por um assistente de ateliê. | Museu do Louvre Paris                    |
| &0000000000026727.000000 | Madona com Menino e São João Batista sem data (terceiro quartel do século XV) Óleo sobre madeira 96 x 60 cm                                                   | Atribuído a Sandro Botticelli Não obstante sua alta qualidade pictórica, a obra sofreu grande desgaste com sucessivas limpezas e restaurações mal sucedidas. A autoria de Botticelli é objeto de muita controvérsia, e atribuições a artistas de seu círculo, como Lorenzo di Credi e Filippino Lippi, já foram aventadas. | Fundação Eva Klabin Rio de Janeiro       |
| &0000000000026727.000000 | Três cenas da história de Ester c. 1470-1475 Têmpera sobre madeira 48 x 132 cm                                                                                | Sandro Botticelli e/ou Filippino Lippi Esta obra, dividida em três cenas (Ester e seu tio Mordecai em frente ao Palácio Real; Ester pede a seu marido, o Rei Assuero da Pérsia, para salvar os hebreus do reino; O Grão-Vizir Haman suplica, em vão, o perdão de Ester) pertence a uma série de seis painéis ilustrando a história de Ester, heroína do Velho Testamento. Os painéis são parte de um par de cassoni desmembrados: o painel do Louvre era o painel central do primeiro cassone, sendo flanqueado por dois painéis menores, hoje em museus de Roma e Ottawa. Outros dois painéis menores, em museus de Florença e Ottawa, flanqueavam o painel central do segundo cassone, hoje conservado em Chantilly. As obras foram encomendadas a Botticelli, mas é provável que a maior parte de sua execução tenha ficado a cargo de seu discípulo, Filippino Lippi. | Museu do Louvre Paris                    |
| &0000000000026727.000000 | O pranto de Mordecai (La Derelitta) c. 1470-1475 Têmpera sobre madeira 47 × 41 cm                                                                             | Sandro Botticelli e/ou Filippino Lippi O título alternativo dessa pintura (La Derelitta, "a abandonada") deriva de um equívoco histórico de interpretação. A personagem representada não é uma mulher, mas sim Mordecai, tio de Ester, lamentando-se diante do Palácio Real. A obra é um dos dois painéis laterais do cassone desmembrado cujo painel central está hoje no Louvre. | Galleria Pallavicini Roma                |
| &0000000000026727.000000 | O triunfo de Mordecai c. 1470-1475 Têmpera sobre madeira 48,3 x 43,2 cm                                                                                       | Sandro Botticelli e/ou Filippino Lippi Um dos dois painéis laterais do cassone desmembrado, cujo painel central está no Louvre. Na obra, o triunfante Mordecai é conduzido para fora do Palácio Real pelo humilhado Haman, condenado à morte pela conspiração contra os hebreus. | Galeria Nacional do Canadá Ottawa        |
| &0000000000026727.000000 | Ester escolhida por Assuero c. 1470-1475 Têmpera sobre madeira 47 x 131 cm                                                                                    | Sandro Botticelli e/ou Filippino Lippi Painel central do segundo cassone sobre a vida de Ester executado no ateliê de Sandro Botticelli, provavelmente por Filippino Lippi. A cena é complementada por dois painéis menores, conservados em Florença e Ottawa. | Museu Condé Chantilly                    |
| &0000000000026727.000000 | Ester nos portões do Palácio Real c. 1470-1475 Têmpera sobre madeira 48,4 x 43,2 cm                                                                           | Sandro Botticelli e/ou Filippino Lippi Um dos dois painéis menores que complementam o segundo cassone sobre a vida de Ester, cujo painel central se encontra no Museu Condé de Chantilly. O cassone foi executado no ateliê de Sandro Botticelli, provavelmente por Filippino Lippi. | Galeria Nacional do Canadá Ottawa        |
| &0000000000026727.000000 | A Rainha Vasti deixa o Palácio Real c. 1470-1475 Têmpera sobre madeira 45,5 x 40 cm                                                                           | Sandro Botticelli e/ou Filippino Lippi Um dos dois painéis menores que complementam o segundo cassone sobre a vida de Ester, cujo painel central se encontra no Museu Condé de Chantilly. O cassone foi executado no ateliê de Sandro Botticelli, provavelmente por Filippino Lippi. | Museu Horne Florença                     |
| &0000000000026727.000000 | A Adoração dos Reis Magos c. 1470-1475 Têmpera sobre madeira de carvalho diâmetro: 131,5 cm                                                                   | Sandro Botticelli É possível que este tondo seja aquele mencionado por Vasari como em posse da família Pucci, em 1568. Nesta composição, Botticelli centralizou a representação da adoração dos Reis Magos, algo inusual na tradição iconográfica então vigente. | National Gallery Londres                 |
| &0000000000026727.000000 | Retrato de um homem com a medalha de Cosme de Médici c. 1474-1475 Têmpera sobre madeira 57,5 x 44 cm                                                          | Sandro Botticelli A identidade do modelo deste retrato, um dos mais famosos executados por Botticelli, permanece incerta. Entre as hipóteses aventadas, cogita-se que o homem seria um criado dos Médici, um amigo da família, um afilhado de Cosme de Médici ou ainda o próprio gravador da medalha. A composição da obra é bastante inusual e reflete a influência de Pollaiolo sobre a linguagem estética de Botticelli. | Galleria degli Uffizi Florença           |
| &0000000000026727.000000 | Retrato de uma jovem c. 1475 Têmpera sobre madeira 61 x 40 cm                                                                                                 | Atribuído a Sandro Botticelli A identidade do modelo permanece incógnita, embora existam várias propostas de identificação (Simonetta Vespucci, Clarice Orsini, Fioretta Gorini, etc.). A atribuição a Botticelli não é unânime. | Galleria Palatina Florença               |
| &0000000000026727.000000 | Adoração dos Reis Magos (Adoração del Lama) c. 1475 Têmpera sobre madeira 111 x 134 cm                                                                        | Sandro Botticelli Esta célebre obra, a primeira a granjear ampla reputação a Botticelli nos círculos florentinos, foi executada por encomenda do novo-rico Guasparre del Lama. O comitente solicitou ao artista a inclusão de membros da família Médici no quadro, de forma a exprimir sua ligação com o poderoso clã. Botticelli também retratou a si mesmo na obra, junto à multidão de adoradores, no canto direito, olhando diretamente para o observador. | Galleria degli Uffizi Florença           |
| &0000000000026727.000000 | Virgem com o Menino (Madona do Mar) c. 1475-1480 Têmpera sobre madeira 40 x 28 cm                                                                             | Atribuído a Sandro Botticelli A atribuição desta a obra a Botticelli ainda é objeto de debate. O painel, originalmente conservado no convento florentino de Santa Felicita, foi danificado e parcialmente repintado. | Galleria dell'Accademia Florença         |
| &0000000000026727.000000 | Retrato de um jovem c. 1475-1500 Têmpera e/ou óleo sobre madeira de carvalho 57 x 39 cm                                                                       | Sandro Botticelli (?) Para alguns especialistas a obra teria sido executada por Filippino Lippi, que frequentou o ateliê de Botticelli a partir de 1472. | Museu do Louvre Paris                    |
| &0000000000026727.000000 | A Natividade 1476-1477 Afresco 200 x 300 cm | Sandro Botticelli O formato arqueado deste afresco sugere que originalmente ele teria servido como uma das lunetas da igreja de Santa Maria Novella. | Santa Maria Novella Florença             |
| &0000000000026727.000000 | Retrato de Juliano de Médici c. 1478-1480 Têmpera sobre madeira 75,5 x 52,5 cm                                                                                | Sandro Botticelli Existem três versões deste retrato, dispersos por museus de Bérgamo, Berlim e Washington. O retrato de Washington é tradicionalmente apontado como o protótipo, talvez realizado ainda durante a vida de Juliano de Médici. Segundo esta hipótese, as versões de Bérgamo e Berlim seriam cópias póstumas, devidas a assistentes de ateliê. | National Gallery of Art Washington, D.C. |
| &0000000000026727.000000 | Retrato de Juliano de Médici c. 1478-1480 Têmpera sobre madeira 54 x 36 cm                                                                                    | Sandro Botticelli e/ou ateliê Uma das três versões desta composição, cujo protótipo é, provavelmente, o que se encontra em Washington. Trata-se, quase certamente, de uma réplica de ateliê. | Accademia Carrara Bérgamo                |
| &0000000000026727.000000 | Adoração dos Reis Magos c. 1478-1482 Têmpera e óleo sobre madeira 68 x 102 cm                                                                                 | Sandro Botticelli Botticelli executou diversas versões da Adoração dos Reis Magos, tema particularmente popular em Florença, devido ao fato de que uma das organizações religiosas mais influentes da cidade era dedicada a eles. É provável que esta Adoração, entretanto, tenha sido pintada pelo artista quando ainda estava em Roma, chamado pelo Papa Sisto IV para auxiliar na decoração da futura Capela Sistina. | National Gallery of Art Washington, D.C. |
| &0000000000026727.000000 | Santo Agostinho 1480 Afresco 185 x 123 cm | Sandro Botticelli Este afresco foi encomendado a Botticelli pela família Vespucci, para figurar na igreja florentina de Ognissanti. Foi concebido como par de um afresco preexistente, executado por Domenico Ghirlandaio, representando São Jerônimo. | Igreja de Ognissanti Florença            |
| &0000000000026727.000000 | A Virgem e o Menino com cinco anjos (Madona do Magnificat) c. 1480-1481 Têmpera sobre madeira diâmetro: 118 cm                                                | Sandro Botticelli A Madona do Magnificat é o mais precioso de todos os tondi executados por Botticelli. Em nenhuma outra obra o artista utilizou tanto ouro. Tal abundância reflete, certamente, o desejo absoluto do comitente, pois o ouro era a cor mais cara à época e a quantidade de metal utilizado dependia do consentimento do patrono. Na obra, Maria é representada no ato de escrever as últimas linhas de um livro que dois anjos lhe estendem (o Magnificat, canto de glória da Virgem). Na página da esquerda, entretanto, é possível observar alguns versos da canção de São Zacarias, composta por ocasião do nascimento de seu filho, João Batista, padroeiro principal de Florença. | Galleria degli Uffizi Florença           |
| &0000000000026727.000000 | A Virgem e o Menino entronados, com santos (Pala del Trebbio) c. 1480-1481 Têmpera sobre madeira (transferido para tela) 177 x 205 cm                         | Sandro Botticelli e ateliê O retábulo mostra a Virgem com o Menino circundados por São Domingos, São Cosme, São Damião, São Francisco, São Lourenço e São João Batista. A obra, executada por assistentes de ateliê em grande parte, encontrava-se originalmente conservada em uma capela do Castello del Trebbio, em Mugello. | Galleria dell’Accademia Florença         |
| &0000000000026727.000000 | Virgem com o Menino (Madona do Livro) c. 1480-1481 Têmpera sobre madeira 58 x 39,5 cm                                                                         | Sandro Botticelli Botticelli tratou em diversas oportunidades do tema da Virgem ensinando o Menino Jesus a ler. O livro representado é o Livro de Horas de Maria, como o prova a decifração das linhas reproduzidas. | Museu Poldi Pezzoli Milão                |
| &0000000000026727.000000 | Retrato de um jovem com um medalhão c. 1480-1485 Têmpera sobre madeira n.d.                                                                                   | Sandro Botticelli Vendido em Leilão em Janeiro de 2021 por 92 milhões de dólares. | Coleção particular                       |
| &0000000000026727.000000 | A Virgem adorando o Menino Jesus c. 1480-1490 Têmpera sobre madeira diâmetro: 58,9 cm                                                                         | Sandro Botticelli | National Gallery of Art Washington, D.C. |
| &0000000000026727.000000 | Anunciação 1481 Afresco (transferido para tela) 243 x 550 cm                                                                                                  | Sandro Botticelli Este afresco se encontrava originalmente localizado na entrada do hospital de San Martino della Scala, em Florença. Foi provavelmente executado para agradecer o arrefecimento de uma epidemia de peste que, somente em 1479, havia vitimado mais de 20 mil pacientes do hospital. O afresco sofreu danos irreparáveis no século XVII. Foi destacado da parede e transferido sobre tela em 1920. | Galleria degli Uffizi Florença           |
| &0000000000026727.000000 | Papas c. 1481 Afrescos aproximadamente 210 x 80 cm cada | Atribuído a Sandro Botticelli e/ou ateliê Entre 1481 e 1482, Botticelli e seus colegas, Domenico Ghirlandaio, Cosimo Rosselli e Pietro Perugino, executaram, a pedido do Papa Sisto IV, um ciclo de afrescos para a Capela do Conclave (atual Capela Sistina), no Vaticano. Sabe-se com certeza que Botticelli produziu três grandes cenas com episódios das vidas de Cristo e Moisés. Menos evidente é a sua participação na execução de 24 retratos de papas, indistintamente identificados como autógrafos de Ghirlandaio, Rosselli, Perugino, Botticelli e assistentes dos pintores mencionados. A historiografia tradicional identifica em 11 dos 24 retratos traços característicos do estilo de Botticelli. | Capela Sistina Vaticano                  |
| &0000000000026727.000000 | Papas c. 1481 Afrescos aproximadamente 210 x 80 cm cada | Atribuído a Sandro Botticelli e/ou ateliê Outros cinco retratos de papas do mencionado ciclo da Capela Sistina. | Capela Sistina Vaticano                  |
| &0000000000026727.000000 | Papa Sisto II c. 1481 Afresco 210 x 80 cm | Atribuído a Sandro Botticelli e/ou ateliê Retrato do Papa Sisto II, integrante do mencionado ciclo da Capela Sistina. | Capela Sistina Vaticano                  |
| &0000000000026727.000000 | Cenas da vida de Moisés c. 1481-1482 Afresco 348,5 x 558 cm                                                                                                   | Sandro Botticelli Um dos três grandes afrescos executados por Botticelli na Capela Sistina, por encomenda do Papa Sisto IV. A obra mostra Moisés em diferentes circunstâncias. | Capela Sistina Vaticano                  |
| &0000000000026727.000000 | Revolta contra a Lei de Moisés (Conturbatio) c. 1481-1482 Afresco 348,5 x 570 cm                                                                              | Sandro Botticelli Um dos três grandes afrescos executados por Botticelli na Capela Sistina, por encomenda do Papa Sisto IV. De acordo com alguns historiadores, o tema do afresco, as sanções divinas que recaem sobre os detratores de Moisés, seria uma advertência àqueles que se opusessem à autoridade papal. | Capela Sistina Vaticano                  |
| &0000000000026727.000000 | Cena de sacrifício judeu e a tentação de Cristo c. 1481-1482 Afresco 345 x 555 cm                                                                             | Sandro Botticelli Um dos três grandes afrescos executados por Botticelli na Capela Sistina, por encomenda do Papa Sisto IV. Em primeiro plano, Botticelli representou um sacrifício judeu. Ao fundo, estão as três tentações de Cristo: disfarçado de eremita, o Diabo tenta, sem êxito, fazer com que Jesus transforme pedras em pão, atire-se do telhado de um templo e aproprie-se das riquezas terrestres. | Capela Sistina Vaticano                  |
| &0000000000026727.000000 | Primavera c. 1482 Têmpera sobre madeira de choupo 203 x 314 cm                                                                                                | Sandro Botticelli Uma das mais célebres obras da arte ocidental, a Primavera retoma um conto mitológico de Ovídio, poeta da Antiguidade: Zéfiro, deus do vento, perseguiu a ninfa Clóris, transformando-a em Flora, deusa das flores da primavera. Estão representados ainda os deuses Mercúrio e Vênus, além do Cupido e das Três Graças. Não se sabe ao certo as circunstâncias de sua encomenda, mas é possível que o gigantesco painel tenha sido encomendado por ocasião do casamento de Lourenço de Médici, em 1482. A obra é uma elegia à chegada da primavera. Sua associação com outras pinturas, como Minerva e o Centauro, e significados menos evidentes, entretanto, ainda não foram plenamente esclarecidos. | Galleria degli Uffizi Florença           |
| &0000000000026727.000000 | Minerva e o Centauro c. 1482 Têmpera e óleo sobre tela 207 x 148 cm                                                                                           | Sandro Botticelli Para Deimling, a obra Minerva e o Centauro foi concebida por Botticelli como um pendant de Primavera. Sabe-se que as duas obras estão de alguma forma relacionadas, como atesta o fato de que eram exibidas em conjunto no palácio de Lorenzo de Pierfrancesco, e o padrão decorativo com o emblema da família Médici (três anéis entrelaçados) decorando as vestes de Minerva não deixa dúvidas sobre a origem de sua encomenda. Seu significado pleno e sua associação com Primavera, entretanto, ainda são objetos de debate. É bastante verossímil, de toda forma, a hipótese de que a imagem represente a vitória da castidade (Minerva) sobre a volúpia (Centauro). | Galleria degli Uffizi Florença           |
| &0000000000026727.000000 | Retrato de um jovem c. 1482-1485 Têmpera sobre madeira 43,5 x 46,2 cm                                                                                         | Sandro Botticelli | National Gallery of Art Washington       |
| &0000000000026727.000000 | Os primeiros episódios da história do cavaleiro Nastagio degli Onesti 1483 Têmpera sobre madeira 83 x 138 cm                                                  | Sandro Botticelli Primeira de um conjunto de quatro pinturas que têm por tema uma história de amor cortês, retirada do Decâmeron de Boccaccio. No primeiro painel, Nastagio degli Onesti, cavaleiro de Ravena, entristecido pela recusa da mulher amada em se casar com ele, caminha por uma floresta, quando subitamente vê uma mulher nua ser perseguida e atacada por um cavaleiro e seu cão. | Museu do Prado Madri                     |
| &0000000000026727.000000 | Outros episódios da vida do cavaleiro Nastagio degli Onesti 1483 Têmpera sobre madeira 82 x 138 cm                                                            | Sandro Botticelli Segundo painel da série sobre a vida de Nastagio degli Onesti: aqui, Nastaglio assiste o cavaleiro matando a mulher indefesa, arrancando-lhe o coração e as entranhas para as dar como alimento aos seus cães. | Museu do Prado Madri                     |
| &0000000000026727.000000 | Outros episódios da vida do cavaleiro Nastagio degli Onesti 1483 Têmpera sobre madeira 84 x 142 cm                                                            | Sandro Botticelli Terceiro painel da série sobre a vida de Nastagio degli Onesti: aqui, já ciente de que a visão que tivera era o castigo eterno que ele e sua companheira iriam sofrer (ele por cometer suicídio e sua amada por ser demasiadamente severa), Nastagio convida a amada para um banquete no bosque, onde a cena fantasmagórica se repete. Nastagio explica a visão aos convidados e convence sua amada a se casar com ele. | Museu do Prado Madri                     |
| &0000000000026727.000000 | Festa de casamento do cavaleiro Nastagio degli Onesti 1483 Têmpera sobre madeira 84 x 142 cm                                                                  | Sandro Botticelli Último painel da série sobre a vida de Nastagio degli Onesti, mostrando o casamento do cavaleiro e de sua amada, em frente a um arco do triunfo - símbolo da vitória do amor. | Coleção particular                       |
| &0000000000026727.000000 | Um jovem sendo apresentado às sete artes liberais c. 1483-1485 Afresco (transferido para tela) 237 x 269 cm                                                   | Sandro Botticelli Este afresco e seu par (Vênus e as Três Graças presenteando uma jovem) foram descobertos em 1873 na Villa Lemmi, propriedade dos Tornabuoni, amigos do clã dos Médici. É possível que tenham sido executados para celebrar o casmento entre Lorenzo Tornabuoni e Giovanna degli Albizzi. Estes afescos, os únicos de temática secular executados por Botticelli que chegaram aos nossos dias, foram bastante danificados pela ação do tempo e pela transferência do suporte. | Museu do Louvre Paris                    |
| &0000000000026727.000000 | Vênus e as Três Graças presenteando uma jovem c. 1483-1485 Afresco (transferido para tela) 211 x 283 cm                                                       | Sandro Botticelli Este afresco e seu par (Um jovem sendo apresentado às sete artes liberais) são os únicos afrescos de tema não religioso executados por Botticelli que sobreviveram ao tempo. Foram descobertos em 1873 na Villa Lemmi. | Museu do Louvre Paris                    |
| &0000000000026727.000000 | O nascimento de Vênus c. 1485 Têmpera sobre tela 172,5 x 278,5 cm                                                                                             | Sandro Botticelli Outra célebre obra-prima da pintura mitológica, O nascimento de Vênus retrata o antigo mito greco-romano, segundo o qual Vênus teria nascido da espuma dos mares. Botticelli a representou sobre uma concha que flutua na água, sendo empurrada em direção à margem por Zéfiro, divindade do vento, enquanto uma das Horas, as deusas das estações, traz nas mãos uma peça de roupa aberta, para cobrir a deusa do amor. Assim como ocorre com Primavera, também não são conhecidas as circunstâncias de encomenda da obra, que, em todo caso, certamente situa-se no âmbito da família Médici. | Galleria degli Uffizi Florença           |
| &0000000000026727.000000 | Retrato de um jovem c. 1485 Óleo e têmpera sobre madeira 52,1 x 36,5 cm                                                                                       | Sandro Botticelli? (ou Filippino Lippi?) Este retrato é tradicionalmente apontado como obra de Sandro Botticelli. A crítica contemporânea, entretanto, tende a creditá-lo a seu discípulo, Filippino Lippi. | National Gallery of Art Washington, D.C. |
| &0000000000026727.000000 | Anunciação c. 1485 Têmpera e ouro sobre madeira 19,1 x 31,4 cm                                                                                                | Sandro Botticelli Obra típica da primeira maturidade de Botticelli, incorporando seus atributos de qualidade lírica do desenho e transparência tonal, essa obra pertenceu à coleção da família Barberini, em Roma. | Metropolitan Museum of Art Nova York     |
| &0000000000026727.000000 | A Virgem e o Menino com o infante São João Batista e seis anjos c. 1485 Têmpera de ovo sobre madeira diâmetro: 170 cm                                         | Sandro Botticelli e/ou ateliê Este é o maior tondo associado a Sandro Botticelli. A existência de inúmeras cópias antigas evidencia sua popularidade. Trata-se, entretanto, de uma obra executada, em sua maior parte ou totalidade, por assistentes de ateliê. | Galleria Borghese Roma                   |
| &0000000000026727.000000 | A Virgem e o Menino com seis anjos (Madona da Romã) c. 1485-1487 Têmpera sobre madeira diâmetro: 143,5 cm                                                     | Sandro Botticelli O título da obra (Madona da Romã) advém do fruto na mão esquerda de Maria. Deve ser entendido como um símbolo da Paixão de Cristo, com os vários grãos da romã aludindo aos inúmeros sofrimentos de Jesus. | Galleria degli Uffizi Florença           |
| &0000000000026727.000000 | A Virgem e o Menino com quatro anjos e seis santos (Retábulo de São Barnabé) c. 1487 Têmpera sobre madeira 268 x 280 cm                                       | Sandro Botticelli Retábulo executado para decorar, inicialmente, o altar da igreja florentina de São Barnabé. Foi encomendado a Botticelli por uma associação de farmacêuticos e médicos que tinha São Barnabé como patrono. | Galleria degli Uffizi Florença           |
| &0000000000026727.000000 | A visão de Santo Agostinho (predela do Retábulo de São Barnabé) c. 1487 Têmpera sobre madeira 20 x 38 cm                                                      | Sandro Botticelli Segundo dos sete painéis que originalmente compunham a predela do Retábulo de São Barnabé. Quatro destes painéis foram identificados e hoje se encontram conservados na Galleria degli Uffizi. O segundo painel retrata o diálogo entre Santo Agostinho e a criança que tentava transferir a água do oceano para um buraco na areia com uma colher. | Galleria degli Uffizi Florença           |
| &0000000000026727.000000 | Cristo no sepulcro (predela do Retábulo de São Barnabé) c. 1487 Têmpera sobre madeira 21 x 41 cm                                                              | Sandro Botticelli Quarto dos sete painéis que originalmente compunham a predela do Retábulo de São Barnabé. | Galleria degli Uffizi Florença           |
| &0000000000026727.000000 | Salomé com a cabeça de João Batista (predela do Retábulo de São Barnabé) c. 1487 Têmpera sobre madeira 21 x 40,5 cm                                           | Sandro Botticelli Quinto dos sete painéis que originalmente compunham a predela do Retábulo de São Barnabé. | Galleria degli Uffizi Florença           |
| &0000000000026727.000000 | A extirpação do coração de Santo Inácio (predela do Retábulo de São Barnabé) c. 1487 Têmpera sobre madeira 21 x 40,5 cm                                       | Sandro Botticelli Sexto dos sete painéis que originalmente compunham a predela do Retábulo de São Barnabé. O painel retrata o episódio segundo o qual dois cristãos encontraram o nome de Cristo escrito em letras douradas no coração do então recém-martirizado Santo Inácio de Antioquia. | Galleria degli Uffizi Florença           |
| &0000000000026727.000000 | Anunciação (Retábulo Cestello) c. 1489-1490 Têmpera sobre madeira 150 x 156 cm                                                                                | Sandro Botticelli Este retábulo, uma das mais belas composições de Botticelli nos anos 1480, foi encomendado por ser Francesco Guardi para a capela de sua família. Destaca-se a concepção do cenário em estrita obediência às leis da perspectiva, as linhas de convergência que conduzem o olhar para a bela paisagem em segundo plano, e o contraste entre essa dinâmica espacial e o movimento livre e sinuoso das figuras de Maria e Gabriel. | Galleria degli Uffizi Florença           |
| &0000000000026727.000000 | Pietà (predela do Retábulo Cestello) c. 1489-1490 Têmpera sobre madeira n.d.                                                                                  | Sandro Botticelli Painel único da predela do Retábulo Cestello. | Galleria degli Uffizi Florença           |
| &0000000000026727.000000 | A Coroação da Virgem com São João Evangelista, Santo Agostinho, São Jerônimo e Santo Elói (Retábulo de São Marcos) c. 1490 Têmpera sobre madeira 378 x 258 cm | Sandro Botticelli Este retábulo, o maior pintado por Botticelli, foi encomendado por uma associação de ourives (o que explica a grande quantia de ouro empregada em sua execução) para figurar no Monastério de São Marcos, em Florença. É uma das mais importantes obras da fase tardia de Botticelli. | Galleria degli Uffizi Florença           |
| &0000000000026727.000000 | São João Evangelista em Patmos (predela do Retábulo de São Marcos) c. 1490 Têmpera sobre madeira 21 x 269 cm (predela completa)                               | Sandro Botticelli Primeiro dos cinco painéis que compõem a predela do Retábulo de São Marcos, mostrando o exílio de São João na ilha grega de Patmos, por ordem do imperador Domiciano, local onde o santo teria escrito o Livro das Revelações. | Galleria degli Uffizi Florença           |
| &0000000000026727.000000 | Santo Agostinho em sua cela (predela do Retábulo de São Marcos) c. 1490 Têmpera sobre madeira 21 x 269 cm (predela completa)                                  | Sandro Botticelli Segundo dos cinco painéis que compõem a predela do Retábulo de São Marcos, mostrando Santo Agostinho absorto em seus estudos - tema frequente entre os artistas do Quattrocento italiano. | Galleria degli Uffizi Florença           |
| &0000000000026727.000000 | Anunciação (predela do Retábulo de São Marcos) c. 1490 Têmpera sobre madeira 21 x 269 cm (predela completa)                                                   | Sandro Botticelli Terceiro dos cinco painéis que compõem a predela do Retábulo de São Marcos. | Galleria degli Uffizi Florença           |
| &0000000000026727.000000 | São Jerônimo penitente no deserto (predela do Retábulo de São Marcos) c. 1490 Têmpera sobre madeira 21 x 269 cm (predela completa)                            | Sandro Botticelli Quarto dos cinco painéis que compõem a predela do Retábulo de São Marcos. | Galleria degli Uffizi Florença           |
| &0000000000026727.000000 | Milagre de Santo Elói (predela do Retábulo de São Marcos) c. 1490 Têmpera sobre madeira 21 x 269 cm (predela completa)                                        | Sandro Botticelli Último dos cinco painéis que compõem a predela do Retábulo de São Marcos, mostrando Santo Elói expulsando o demônio de um cavalo. | Galleria degli Uffizi Florença           |
| &0000000000026727.000000 | A flagelação c. 1490 Têmpera sobre madeira, transferida para tela 132 x 107 cm                                                                                | Ateliê de Sandro Botticelli Esta obra integra um conjunto de quatro pinturas representando a Paixão de Cristo (Flagelação, Cristo carregando a cruz, A caminho do calvário, Ressurreição), dispersas entre a Galleria degli Uffizi e coleções particulares. Este conjunto de obras é tradicionalmente considerado como proveniente do ateliê de Botticelli, mas exames recentes apontam para uma possível participação direta do mestre em sua execução. | Galleria degli Uffizi Florença           |
| &0000000000026727.000000 | A caminho do Calvário c. 1490 Têmpera sobre madeira, transferida para tela c. 132 x 107 cm                                                                    | Ateliê de Sandro Botticelli Um dos quatro painéis da série da Paixão de Cristo. | Galleria degli Uffizi Florença           |
| &0000000000026727.000000 | Cristo carregando a cruz c. 1490 Têmpera sobre madeira, transferida para tela 132,5 x 106,7 cm                                                                | Ateliê de Sandro Botticelli Um dos quatro painéis da série da Paixão de Cristo. | Coleção particular                       |
| &0000000000026727.000000 | Ressurreição de Cristo c. 1490 Têmpera sobre madeira, transferida para tela 132,1 x 106,4 cm                                                                  | Ateliê de Sandro Botticelli Um dos quatro painéis da série da série da Paixão de Cristo. | Coleção particular                       |
| &0000000000026727.000000 | Santo Agostinho escrevendo na sua cela c. 1490-1494 Têmpera sobre madeira 41 x 27 cm                                                                          | Sandro Botticelli A simplificação da composição é típica da produção tardia de Botticelli. Esta obra, por suas dimensões reduzidas, era provavelmente utilizada como objeto de devoção privada, talvez encomendada por um dos priores de um monastério agostiniano de Florença. | Galleria degli Uffizi Florença           |
| &0000000000026727.000000 | Virgem com o Menino e São João Batista criança c. 1490-1495 Têmpera sobre madeira 134 x 92 cm                                                                 | Sandro Botticelli e/ou ateliê Bastante popular em seu tempo, como sugerido pela existência de diversas cópias antigas, essa madona ainda não desfruta de atribuição unânime. Os hiatos de qualidade denotam participação de assistentes de ateliê em sua execução. | Galleria Palatina Florença               |
| &0000000000026727.000000 | Virgem com o Menino e São João Batista Criança 1490–1500 Têmpera sobre madeira diâmetro: 74 cm                                                                | Sandro Botticelli e ateliê Este tondo se integra a um conjunto de ao menos dez pinturas, todas da última década do século XV, com composições muito parecidas, executadas por Botticelli e assistentes de ateliê. A obra do MASP é autógrafa de Botticelli em suas partes principais, mas a paisagem ao fundo e a figura de São João Batista foram executadas por outra mão, talvez Bartolomeo di Giovanni ou Raffaellino de Carli. | Museu de Arte de São Paulo São Paulo     |
| &0000000000026727.000000 | A Natividade sem data (último decênio do século XV) Têmpera e ouro sobre madeira 77,5 x 57,2 cm                                                               | Ateliê de Sandro Botticelli | Metropolitan Museum of Art Nova York     |
| &0000000000026727.000000 | A Virgem e o Menino Jesus com três anjos (A Virgem do dossel) c. 1493 Têmpera sobre madeira diâmetro: 65 cm                                                   | Sandro Botticelli É possível que este tondo, também conhecido como Madonna del Padiglione, seja aquele mencionado por Vasari, quando se encontrava em poder de um prior do Monastério de Santa Maria degli Angeli, em Florença. O tamanho desproporcional da Virgem revela uma característica da obra de Botticelli nesse período: valorizar as figuras importantes segundo o seu tamnho, em detrimento das proporções clássicas que marcam suas obras de juventude e primeira maturidade. | Pinacoteca Ambrosiana Milão              |
| &0000000000026727.000000 | A Calúnia de Apeles (Calumnia) c. 1495 Têmpera sobre madeira 62 x 91 cm                                                                                       | Sandro Botticelli A Calúnia de Apeles foi a última obra realizada por Botticelli que tem por tema uma história laica. A seguir, por influência de Savonarola, o artista só pintaria temas religiosos. O nome da obra deriva do fato de que sua composição foi inspirada por uma pintura perdida realizada por Apeles, célebre pintor grego da Antiguidade. Na cena alegórica, um homem inocente é arrastado até o trono do rei pela personificação da Calúnia. Circundando-os, estão reunidas a Inveja, a Perfídia e a Fraude. A uma certa distância, está o Remorso, sob a aparência de uma velha vestida com roupas pretas em farrapos. Ela olha para a Verdade, nua, que levanta o braço direito, com o dedo indicador voltado em direção aos poderes de que devemos esperar o último juízo sobre a mentira e a verdade.                                               | Galleria degli Uffizi Florença           |
| &0000000000026727.000000 | A lamentação sobre Cristo morto c. 1495 Têmpera sobre madeira 107 x 71 cm                                                                                     | Sandro Botticelli Obra típica da maturidade de Botticelli, refletindo a influência da pregação de Savonarola, essa Lamentação se destaca pela expressividade. As personagens exprimem sua dor pela morte de Cristo por meio de gestos e atitudes cheios de fervor. O objetivo é despertar a eempatia no observador. A Alte Pinakothek de Munique conserva um painel de composição semelhante. | Museu Poldi Pezzoli Milão                |
| &0000000000026727.000000 | A última comunhão de São Jerônimo c. 1495 Têmpera e ouro sobre madeira 34,3 x 25,4 cm                                                                         | Sandro Botticelli Este pequeno painel, utilizado para devoção privada, foi provavelmente encomendado pelo rico mercador Francesco del Pugliese. A obra representa São Jerônimo recebendo pela última vez, antes de sua morte, a Hóstia Sagrada, a ele entregue pelo fiel companheiro, Santo Eusébio. A luneta que acompanha o painel central foi executada por Bartolomeo di Giovanni. | Metropolitan Museum of Art Nova York     |
| &0000000000026727.000000 | História de Lucrécia c. 1496-1504 Têmpera e óleo sobre madeira 83,5 x 180 cm                                                                                  | Sandro Botticelli É possível que esta obra (talvez uma spalliera) seja um pendant de História de Virgínia. Em comum, os dois painéis evocam duas heroínas da Antiguidade romana, cuja virtude serviu de exemplo à cristandade. Além disso, as duas obras conferem amplo destaque à revolta dos cidadãos e dos soldados romanos, provocada pelos comportamentos despóticos de soberanos. | Museu Isabella Stewart Gardner Boston    |
| &0000000000026727.000000 | História de Virgínia c. 1496-1504 Têmpera sobre madeira 85 x 165 cm                                                                                           | Sandro Botticelli Possível pendant de História de Lucrécia. | Accademia Carrara Bérgamo                |
| &0000000000026727.000000 | Adoração dos Reis Magos c. 1500 Têmpera sobre madeira 108 x 173 cm                                                                                            | Sandro Botticelli Uma das últimas representações do tema da adoração dos reis magos, bastante frequente na obra de Botticelli, esta pintura do período tardio evidencia alguma influência da obra homônima deixada inacabada por Leonardo da Vinci. Botticelli foi um dos poucos artistas florentinos de gerações anteriores a de Leonardo que se permitiram apreciar e tentar emular sua força expressiva. | Galleria degli Uffizi Florença           |
| &0000000000026727.000000 | A Transfiguração, com São Jerônimo e Santo Agostinho c. 1500 Têmpera sobre madeira 28 x 36 cm                                                                 | Sandro Botticelli e/ou ateliê Este pequeno tríptico foi provavelmente executado por assistentes de ateliê de Sandro Botticelli, após um esboço inicial do mestre. | Galleria Pallavicini Roma                |
| &0000000000026727.000000 | Cristo com a coroa de espinhos c. 1500 Têmpera sobre madeira 47,6 x 32,3 cm                                                                                   | Ateliê de Sandro Botticelli Existem outras duas versões desta mesma composição, em museus de Detroit e Cambridge. As três obras em questão devem ter sido produzidas pelo ateliê de Botticelli, a partir de um esboço inicial do mestre. | Accademia Carrara Bérgamo                |
| &0000000000026727.000000 | O batismo de São Zenóbio e sua nomeação como bispo de Florença c. 1500-1505 Têmpera sobre madeira 66,7 x 149,2 cm                                             | Sandro Botticelli Este painel é o primeiro de um conjunto de quatro spalliere, retratando cenas da vida de São Zenóbio. As cenas devem ser lidas da esquerda para a direita: Zenóbio recusa a se casar, seu batismo, o batismo de sua mãe Sofia e sua nomeação como bispo de Florença. | National Gallery Londres                 |
| &0000000000026727.000000 | Três milagres de São Zenóbio c. 1500-1505 Têmpera sobre madeira 64,8 x 139,7 cm                                                                               | Sandro Botticelli Segundo dos quatro spalliere que compõem a série sobre a vida de São Zenóbio. Da esquerda para a direita: Zenóbio libertando dois jovens que estavam possuídos pelo Diabo, a ressurreição de uma criança morta e a cura de um cego. | National Gallery Londres                 |
| &0000000000026727.000000 | Três milagres de São Zenóbio c. 1500-1505 Têmpera sobre madeira 67,3 x 150,5 cm                                                                               | Sandro Botticelli Terceiro dos quatro spalliere que compõem a série sobre a vida de São Zenóbio. Como no segundo painel, também aqui Zenóbio é representado realizando três milagres - ressurreição de defuntos nos três casos. | Metropolitan Museum of Art Nova York     |
| &0000000000026727.000000 | Último milagre de São Zenóbio c. 1500-1505 Têmpera sobre madeira 66 x 182 cm                                                                                  | Sandro Botticelli Último dos quatro spalliere que compõem a série sobre a vida de São Zenóbio. Aqui, o artista descreve em pomenor o voltar à vida de uma criança morta e a morte de São Zenóbio, ocorrida em 422. | Gemäldegalerie Alte Meister Dresden      |